# Home Credit Arena
Die Home Credit Arena ist eine Mehrzweckhalle in der tschechischen Stadt Liberec. Sie bietet bis zu 9.000 Zuschauern Platz.

## Geschichte
Die Idee zum Bau einer Multifunktionsarena wurde von der Stadtregierung Liberecs schon lange überdacht. Immer wieder hörte man Gerüchte vom Bau, doch der Baubeginn verzögerte sich.
Es gab viele Gründe das ganze Sportareal neu beziehungsweise umzubauen, da der damalige Zustand des ganzen Areals, zu dem mehrere Rasenspielplatz, ein Athletikstadion, Tennisspielplätze und eine Kegelbahn gehörten, einen Umbau verlangten.
Im September 2003 entschieden die Stadtverordneten, dass das ganze Projekt realisierbar und für die Stadt infolge der Strategieentwicklung und Belebung des Touristenverkehrs sehr vorteilhaft sei, woraufhin am 5. September 2003 mit dem Bau begonnen wurde. Die Fertigstellung der Arena fand am 23. Juni 2005 statt.
Am 8. September 2005 wurde die Liberecer Multifunktionsarena feierlich eröffnet. Sie bietet je nach Sportart ein unterschiedlich großes Fassungsvermögen. Bei Eishockeyspielen bzw. Basketballspielen haben jeweils bis zu 7.500 Zuschauer Platz.
Zum 31. Oktober 2005 wechselten die Namensrechte vom Wettabieter Tipsport a. s. zum Kreditinstitut Home Credit a. s..

## Nutzung
Die Arena wird jeweils von der Eishockeymannschaft vom Bílí Tygři Liberec und von der Basketballmannschaft vom BK Kondori Liberec benutzt, die hier ihre Heimspiele austragen.
Die Arena war Austragungsort der Top-Division der Eishockey-Weltmeisterschaft der U20-Junioren 2008. Am 18. Februar 2009 fand in der Arena die Eröffnung der Nordischen Skiweltmeisterschaften 2009 statt. Anschließend gab die Band Deep Purple ein Konzert in der Halle.
Vom 20. bis 25. Juni 2011 fand in der Arena und vier weiteren umliegenden Hallen die Tischtennis-Europameisterschaft der Senioren statt, an der mehr als 2100 Spieler aus ganz Europa teilnahmen.
Des Weiteren finden hier in regelmäßigen Abständen Konzerte statt.

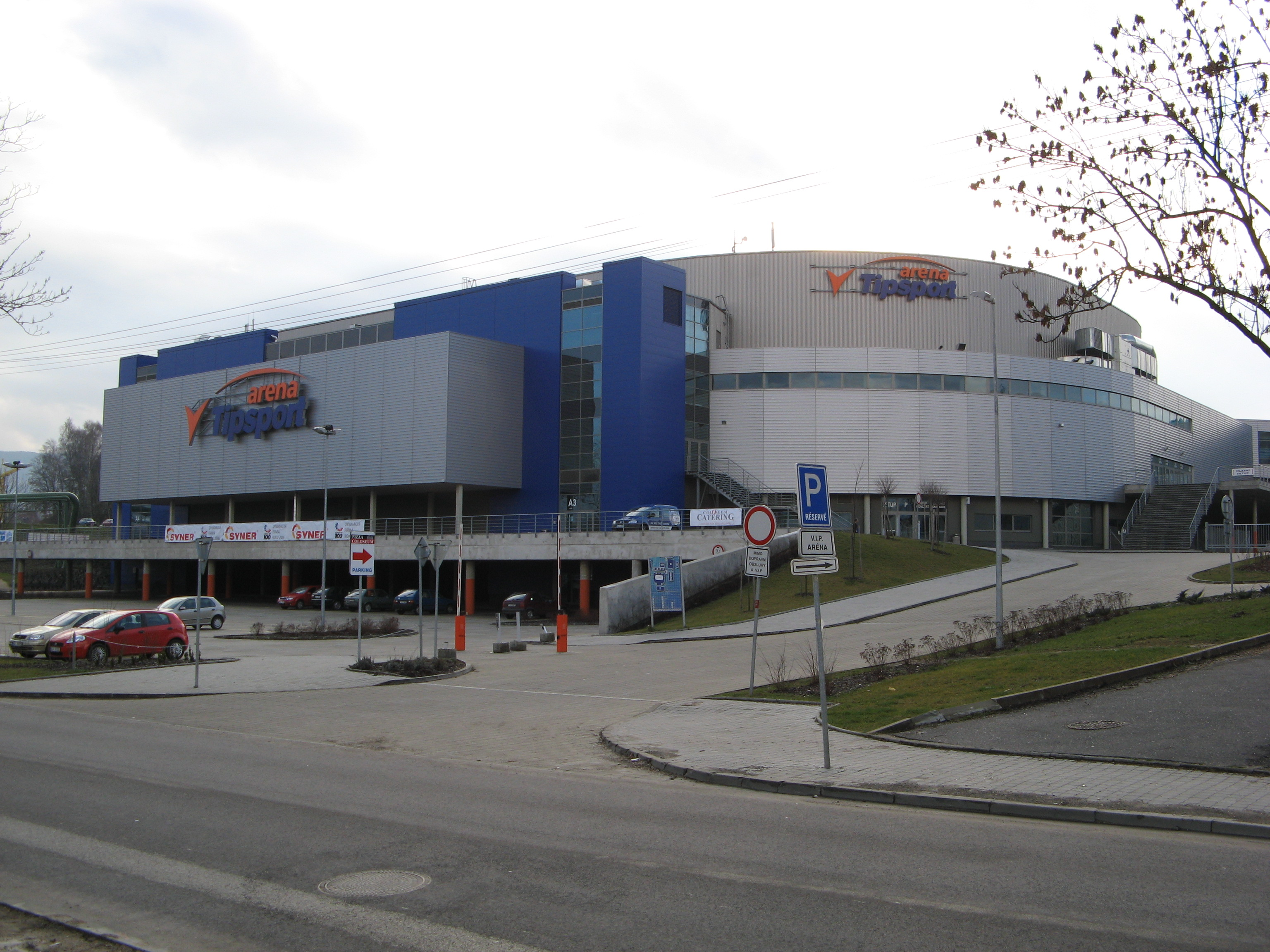
Außenansicht (2007)
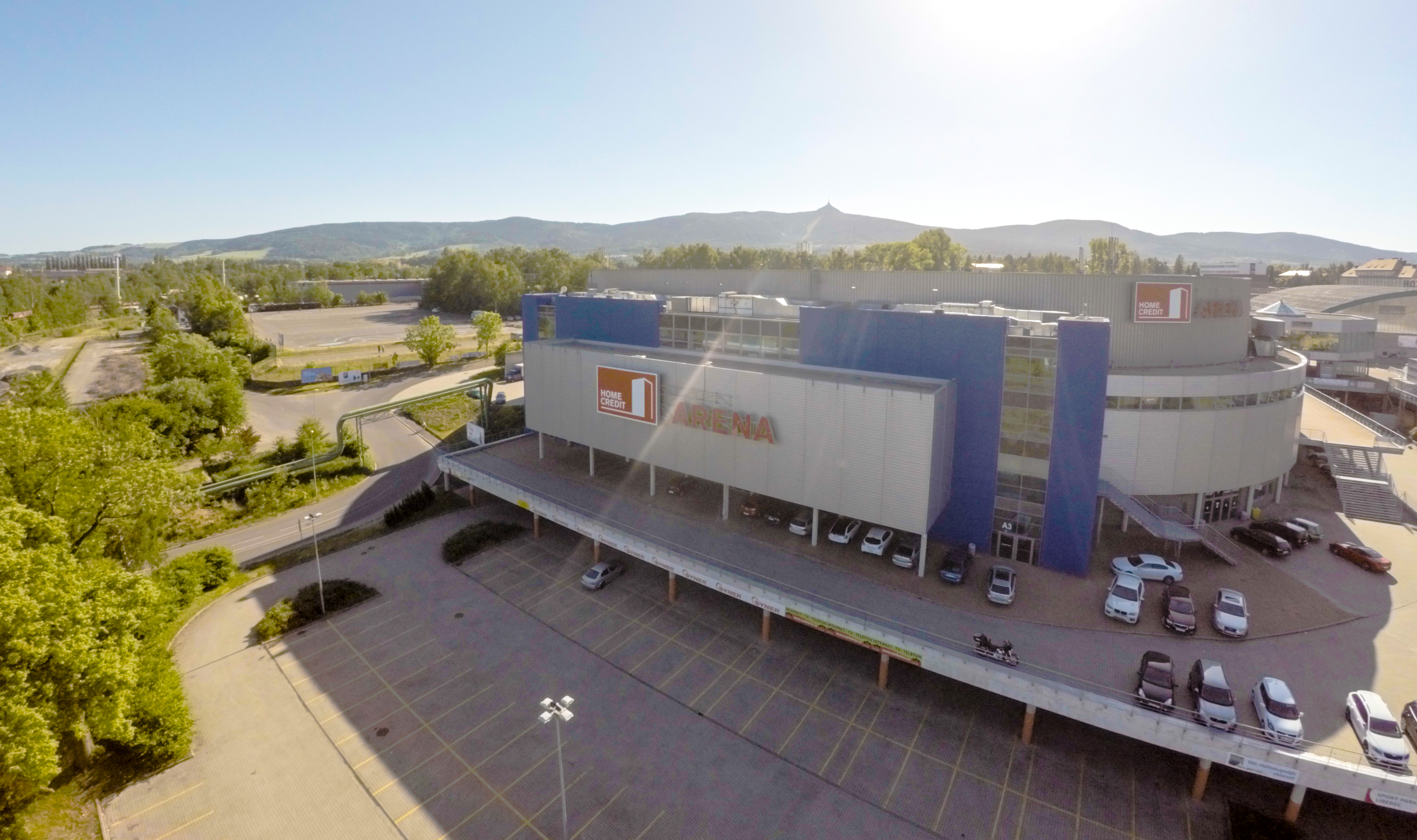
Außenansicht (2015)